# Sidlow
Sidlow – wieś w Anglii, w hrabstwie Surrey, w dystrykcie Reigate and Banstead. Leży 34 km na południe od centrum Londynu.